# Liman (Astrachan)
Liman (russisch Лима́н) ist eine Siedlung städtischen Typs in der Oblast Astrachan (Russland) mit 9024 Einwohnern (Stand 14. Oktober 2010).

## Geografie
Die Siedlung liegt in der Kaspischen Senke, in den Steppengebieten westlich des Wolgadeltas etwa 90 km südwestlich des Oblastverwaltungszentrums Astrachan.
Liman ist Verwaltungszentrum des gleichnamigen südwestlichsten Rajons der Oblast, Liman.

## Geschichte
Der Ort entstand vermutlich im Zusammenhang mit dem Bau einer Straße von Astrachan nach Kisljar, des Kisljarer Traktes, Ende des 19. Jahrhunderts. Die örtliche Verwaltung gibt als Gründungsjahr das Jahr der ersten Erwähnung des Ortes in einem Astrachaner Adressbuch von 1889 an; nach anderen Quellen erfolgte die eigentliche Gründung erst 1910. Der Ort hieß zuerst Dolban, offenbar nach seinem kalmückischen Gründer D. Dolbanow.
Von 1920 bis in die 1930er-Jahre war der Ort Verwaltungssitz des Ulus Jandyko-Motschaschny der Kalmückischen Autonomen Oblast, Vorgängerin der Kalmückische ASSR und der heutigen Republik Kalmückien. 1943 wurde das Gebiet der Oblast Astrachan angegliedert, und der Ort erhielt seinen heutigen Namen. 1965 wurde der Status einer Siedlung städtischen Typs verliehen.

### Bevölkerungsentwicklung
| Jahr | Einwohner |
| ---- | --------- |
| 1939 | 2228      |
| 1959 | 3189      |
| 1970 | 5173      |
| 1979 | 7504      |
| 1989 | 9185      |
| 2002 | 8899      |
| 2010 | 9024      |

Anmerkung: Volkszählungsdaten

## Wirtschaft und Infrastruktur
Hauptwirtschaftszweig sind der Anbau von Melonen, Gemüse, Futtermitteln und Mais sowie die Verarbeitung landwirtschaftlicher Erzeugnisse.
Mit Astrachan ist Liman über die Regionalstraße R216 verbunden, die einige Kilometer östlich der Siedlung in die R217 einmündet. Diese verbindet das am äußersten rechten (westlichen) Wolgaarm Bachtemir gut 20 km östlich von Liman gelegene Dorf Olja über Liman mit dem gut 20 km nordwestlich gelegenen Dorf und der gleichnamigen Bahnstation Senseli an der Strecke von Astrachan über Kisljar nach Gudermes in Tschetschenien sowie Kisiljurt in Dagestan. Westlich von Liman führt die R215 weiter nach Süden; R216 und R215 sind zugleich Teile der Europastraße 119, die von Moskau über die Magistrale M6 bis Astrachan kommend weiter entlang der Westküste des Kaspischen Meeres nach Aserbaidschan führt.